# قصر إغير (آيت سنان)
قصر إغير هو دُوَّار يقع بجماعة تودغة العليا، إقليم تنغير، جهة درعة تافيلالت في المملكة المغربية. ينتمي الدوّار لمشيخة آيت سنان التي تضم 9 دواوير. يقدر عدد سكانه بـ 485 نسمة حسب الإحصاء الرسمي للسكان والسكنى لسنة 2004.

## روابط خارجية
- البوابة الوطنية للجماعات الترابية نسخة محفوظة 12 مارس 2018 على موقع واي باك مشين.
- المندوبية السامية للتخطيط